# Erythroxylaceae
Erythroxylaceae is een botanische naam, voor een familie van tweezaadlobbige planten. Een familie onder deze naam wordt vrijwel algemeen erkend door systemen voor plantentaxonomie, en ook door het APG-systeem (1998).
Echter, in het APG II-systeem (2003) is erkenning van de familie optioneel: de planten kunnen ook ingevoegd worden in de familie Rhizophoraceae.
Het gaat om een niet al te grote familie van enkele honderden soorten, bomen en struiken, die voorkomen in de tropen. Het bekendste product van de familie is cocaïne dat gemaakt wordt van het blad van Erythroxylum coca.
In het Cronquist-systeem (1981) werd de familie geplaatst in de orde Linales.